# Timex Sinclair 2068
El Timex Sinclair 2068 (TS2068), lanzado en noviembre de 1983, fue el cuarto y último ordenador doméstico producido por Timex Sinclair para el mercado de los Estados Unidos, basado en el ZX Spectrum de Sinclair Research. Fue comercializado también en Portugal, Polonia y Argentina, con el nombre de Timex Computer 2068 (TC2068).
Una versión de la máquina fue producida más tarde y vendida exclusivamente en Polonia bajo el nombre de Unipolbrit Komputer 2086.

## Historia

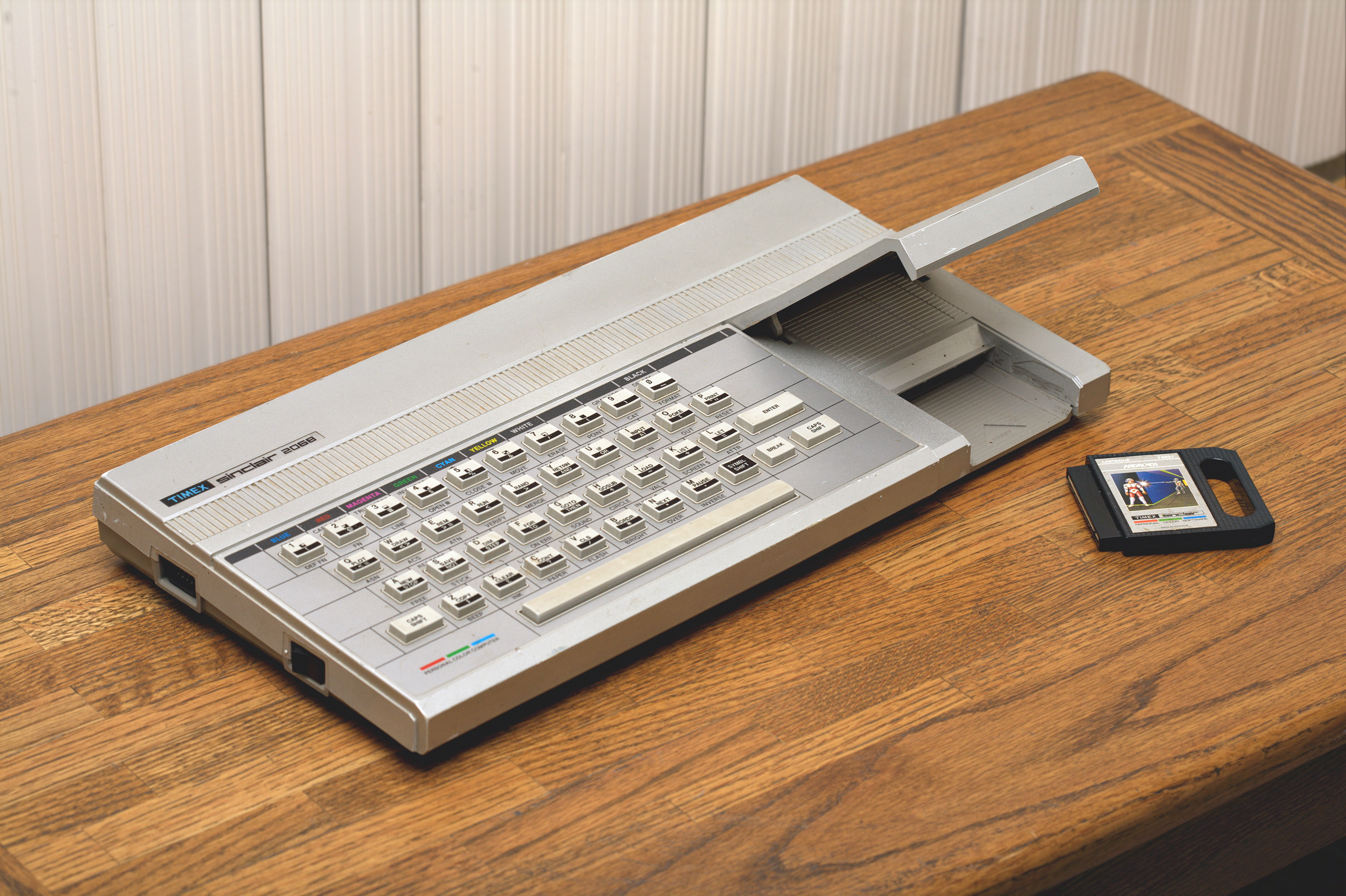
TS 2068 con la ranura para cartuchos abierta y un cartucho.

El TS2068 fue un ZX Spectrum rediseñado con el fin de hacerlo más competitivo en el exigente mercado de los EUA, y siguió la senda trazada por sus predecesores, el Timex Sinclair 1000, el TS1500 (ambos basados en el ZX81 de Sinclair) y el primer Spectrum compatible producido por Timex, el TS2048.
De la misma manera que el TS2048 fue anunciado como un ordenador de 40 KB de memoria (16 KB de RAM + 24 KB de ROM), el TS2068 fue promocionado como un micro de 72 KB (48 KB de RAM + 24 KB de ROM).
La máquina fue lanzada en el otoño de 1983 y fue el objetivo principal de Timex para las ventas navideñas de ese año. Los resultados, sin embargo, fueron decepcionantes, incluso teniendo en cuenta que el equipo TS2068 era muy superior al TS2048 (el cual era poco más que un Spectrum 48 KB mejorado). Unos meses más tarde, en la primavera de 1984, Timex Computer Corporation puso fin a sus actividades.
Sin embargo, la subsidiaria de Timex en Portugal, Timex Computer, animada por el éxito del ZX Spectrum en Europa, decidió seguir invirtiendo en la producción y comercialización de los TS2048 y TS2068, bajo los nombres de TC2048 y TC2068, pero solo pudo hacerlo en los mercados no controlados por Sinclair Research (principalmente Portugal y Polonia). Aunque el TC2068 portugués también se vendió en Polonia, sólo el UK2086 fue en realidad fabricado en ese país.
Timex de Portugal vendió dos versiones del TC2068: el TC2068 Plata viene con la ROM del ZX Spectrum en un cartucho (necesario para ejecutar la mayoría del software del Spectrum) y el TC2068 Negro se vendió con el editor de texto TimeWord en cartucho y una interfaz RS-232 para su uso con una impresora de serie. Curiosamente, la versión en negro fue acompañada por una cubierta plateada para el teclado, con los comandos del TimeWord impresos en ella, la cual podía ser retirada, porque no estaba adherida al teclado del ordenador.
La actividad de Timex Computer de Portugal se prolongó hasta 1989, cuando decidió salir del mercado de ordenadores. Por último, el stock restante de TC2068 se vendió en el mercado argentino.

## Datos técnicos
| UCP            | Zilog Z80A a 3,58 MHz |
| RAM            | 48 KB |
| ROM            | 24 KB |
| Teclado        | "chiclet", de 42 teclas |
| Vídeo          | a través de modulador de RF; texto (32×24 líneas); gráfico (compatible con el ZX Spectrum): 256×192 píxeles, 8 colores, y alta resolución monocromática (512×192 píxeles). |
| Sonido         | AY-3-8912, altavoz interno |
| Puertos        | puerto genérico, ranura para cartucho, salida para monitor de vídeo, dos conectores para joystick Kempston                                                                 |
| Almacenamiento | grabador de casetes; disqueteras de 3" opcionales. |

## Características
El TS2068 fue un ordenador más sofisticado y sustancialmente modificado en relación con su antecesor británico. Reconocido como uno de los primeros derivados de la máquina de Sinclair en mejorar de manera significativa el diseño original, presenta varias características nuevas:
- un chip de sonido AY-3-8912, utilizado posteriormente en el Sinclair ZX Spectrum 128 (pero correlacionado con puertos de E/S diferentes y por lo tanto, incompatibles);
- dos puertos de joystick;
- un teclado de goma ligeramente mejorado, con los botones cubiertos de plástico;
- una ranura de cartucho a la derecha del teclado para software almacenado en ROM
- la ULA ofrece modos gráficos adicionales:
  - el modo ZX Spectrum por defecto (256×192) con una resolución de color de 32×24
  - un "modo color ampliado" de 256×192 píxeles con una resolución de color de 32×192
  - un modo monocromático de 512×192 píxeles

El Sinclair BASIC se amplió con nuevas palabras clave (STICK, SOUND, ON ERR, FREE, DELETE, RESET) para acceder al nuevo hardware y la máquina ofrece conmutación de bancos de memoria, permitiendo que los cartuchos ROM pudiesen ser asignados.
Sin embargo, estos cambios en la ROM lo hicieron incompatible con la mayoría del software en código máquina para Spectrum, o sea, casi todos los títulos comerciales; menos del 10% podrían ser implementados con éxito. En un intento por remediar esta situación, la mayoría de los ordenadores fueran vendidos con un cartucho con la ROM original del Spectrum para mejorar la compatibilidad. Esto resultó suficiente para permitir la aplicación de la inmensa mayoría de los programas producidos para el Spectrum.
Es notable observar que, aunque las mejoras del TS2068 han ocurrido en áreas sujetas a la crítica generalizada en lo original (gráficos, sonido, uso de cartuchos y - en menor medida, la falta de conectores de joystick), no se han utilizado como base para el desarrollo de los sucesores del Spectrum. El ZX Spectrum+ (1984) sólo mejoró el teclado e incluso el ZX Spectrum 128 (comercializado en España desde 1985, pero solo liberado en el Reino Unido en febrero de 1986) mantuvo las limitaciones gráficas de la máquina original, aunque adoptara el chip de sonido AY-3-8912 que posteriormente se mantendría hasta los modelos Amstrad Sinclair ZX Spectrum. Sin embargo, a diferencia de los británicos, el TS2068 no tenía la carga del requisito de compatibilidad hacia atrás.

## Las diferencias entre el TS2068, TC2068 y UK2086

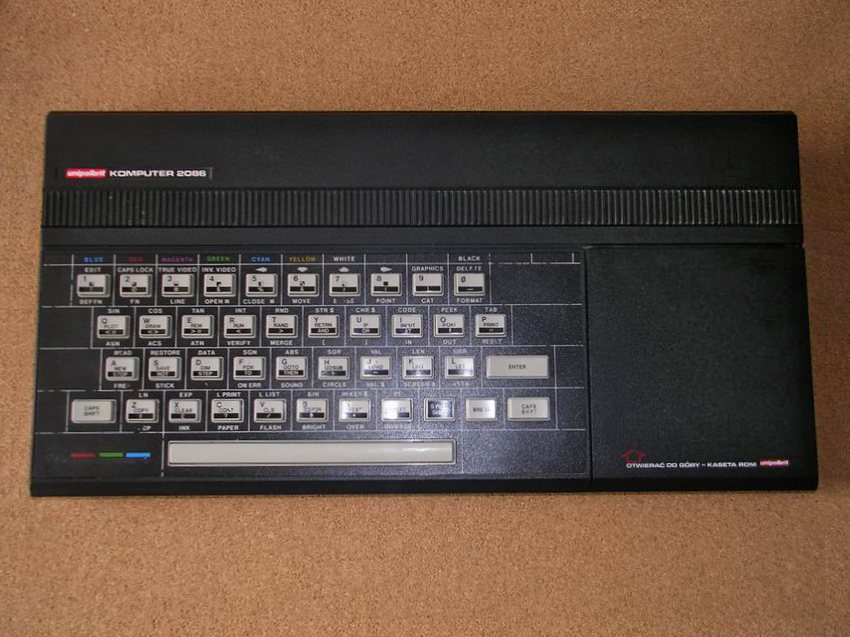
El Komputer 2086.

Como la Timex Corporation había hecho al TS2068 en parte incompatible con el ZX Spectrum, incluso a nivel de hardware, Timex de Portugal hizo algunos cambios en el TC2068:
- sustituyó búferes de bus por resistencias, como en el ZX Spectrum;
- cambió el puerto de expansión para convertirlo en compatible con el ZX Spectrum (y por tanto no requiere el uso del adaptador Zebra Twister);
- cambió la ranura del cartucho para aceptar grandes cartuchos (los cartuchos con la ROM del ZX Spectrum y el TimeWord no caben en la ranura del TS2068);
- en lugar de 15V, utilizó 9V.

Unipolbrit también hizo algunos cambios en el TC2068 para su Komputer 2086:
- ROM modificada;
- Cambió un puerto para joystick por un puerto paralelo.

## Lista de software
Timex ha lanzado 42 cartuchos y casetes para aumentar las ventas del TS2068. El software era variado, desde software de utilidad a programas de finanzas personales y de títulos educativos a juegos.